# Тринити (ядерное испытание)

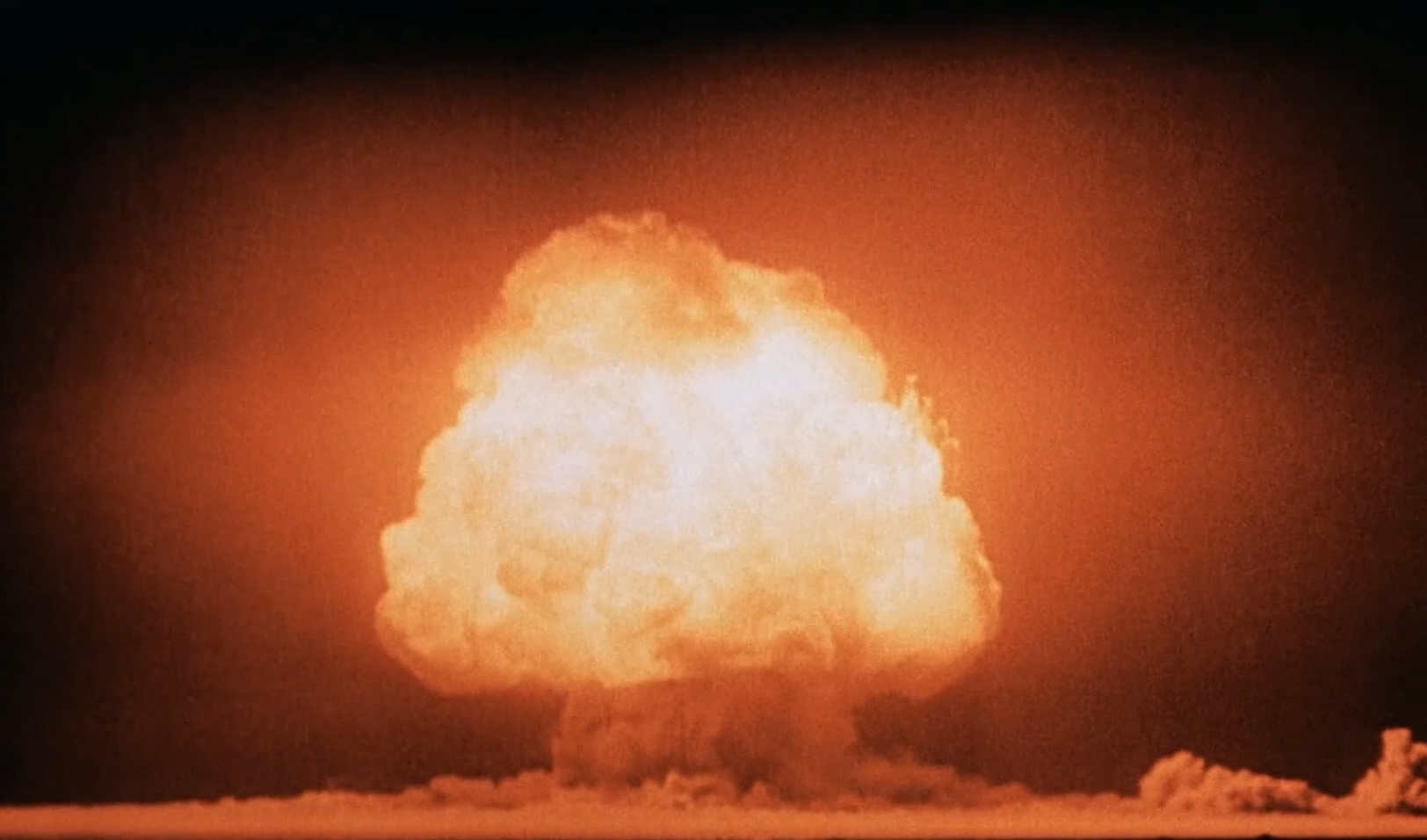
Грибовидное облако через несколько секунд после детонации первой атомной бомбы на полигоне Аламогордо, 16 июля 1945 года

«Три́нити» (англ. Trinity; рус. «Троица») — первое в мире испытание технологии ядерного оружия, произошедшее 16 июля 1945 года в штате Нью-Мексико (США), на полигоне Аламогордо, в рамках Манхэттенского проекта. Во время испытания тестировалась плутониевая бомба имплозивного типа, получившая неофициальное название «Устройство» (англ. Gadget). Взрыв бомбы был эквивалентен приблизительно 21 килотонне тротила. Этот взрыв считается началом ядерной эпохи.
Взрыв боеприпаса разрушил стальную башню, в которой изначально была бомба. Огненное зарево в 16000 градусов расплавило песок полигона, превратив его в стекло. 
Происхождение названия испытания и места его проведения обычно приписывается руководителю Манхэттенского проекта Р. Оппенгеймеру и считается ссылкой на поэзию Джона Донна.
На месте взрыва кварц и полевой шпат сплавились в минерал светло-зелёного цвета, названный тринититом (другое название: атомзит, аламогордово стекло), некоторое количество которого находится в частных коллекциях.
Бомба «Толстяк», сброшенная 9 августа 1945 года на город Нагасаки, была этого же типа.

## Предыстория
Идея создания ядерного оружия возникла на Западе в конце 1930-х годов сразу из двух соображений. С одной стороны, стремительное развитие физики в XX веке, а конкретно — достижения атомной физики, подвело учёных к идее деления ядра. С другой стороны — в Европе наблюдался подъём агрессивных, фашистских и нацистских взглядов.
Правительства США, Канады, Великобритании искали новые, гораздо более мощные виды вооружения, и возможности атомной энергии подавали большие надежды. Долгая и дорогая программа, известная как проект Манхэттен, завершилась в 1945 году испытанием «Тринити» и двумя боевыми взрывами, положившими начало новой эре.

## Описание
Атомная бомба была установлена на 30-метровую стальную вышку. При этом сам ядерный заряд, две плутониевые полусферы, был установлен в последний момент.
Взрыв произошёл в 5 часов 30 минут утра по местному времени 16 июля 1945 г. Никто не мог однозначно предсказать, что произойдет при первом в истории ядерном взрыве, и накануне вечером Энрико Ферми даже спорил о том, подожжет ли ядерная бомба атмосферу Земли. Роберт Оппенгеймер, наоборот, оценивал силу будущего взрыва всего лишь в 300 тонн в тротиловом эквиваленте. Максимальный прогноз силы взрыва составлял 18 тысяч тонн в тротиловом эквиваленте. В результате рассчитанная по показаниям прибора сила взрыва составила около 20 тыс. тонн в тротиловом эквиваленте.
В результате взрыва в окружности 370 метров была уничтожена вся растительность и образовался кратер, конструкция вышки испарилась. Находившаяся на расстоянии 150 метров от эпицентра стальная труба диаметром 10 сантиметров и высотой 5 метров, которая была заделана в бетон и укреплена растяжками, также полностью испарилась. Свет от взрыва был ясно виден в пунктах, удаленных примерно на 290 километров.
Для сохранения секретности было опубликовано сообщение о якобы произошедшем взрыве боеприпасов на складе авиабазы в Аламогордо.

## Последствия
Президент США Гарри Трумэн, узнавший от военного министра Генри Стимсона подробности об успешном испытании бомбы, сразу же стал более жёстко и неуступчиво вести переговоры с советской стороной на Потсдамской конференции, как полагают исследователи, от осознания того, что у него появился новый козырь. Черчилль описывает его как «ставшего другим человеком» наутро после получения известий об успешном испытании.